# لويز بيج
لويز بيج (بالإنجليزية: Louise Page)‏ هي كاتِبة وكاتبة مسرحية بريطانية، ولدت في 7 مارس 1955.

## وصلات خارجية
- لويز بيج على موقع IMDb (الإنجليزية)